# بیدقطار بن رود
(بیدقطار بن رود)، روستایی از توابع بخش ارژن شهرستان شیراز در استان فارس ایران است.

## مردم
مردم این روستا لر ممسنی هستند و به لری ممسنی سخن می گویند.

## جمعیت
این روستا در دهستان دشت ارژن قرار دارد و براساس سرشماری مرکز آمار ایران در سال ۱۳۸۵، جمعیت آن ۱۰۳ نفر (۲۰خانوار) بوده‌است.
در حال حاضر  در این روستا دارن  جاده اسفالت میکشن و گاز و برق نیز دارد 
که دولت با دادن وام روستای تقریبا ۵۰  خانه جدید نیز ساخته شده است 